# 下中川駅

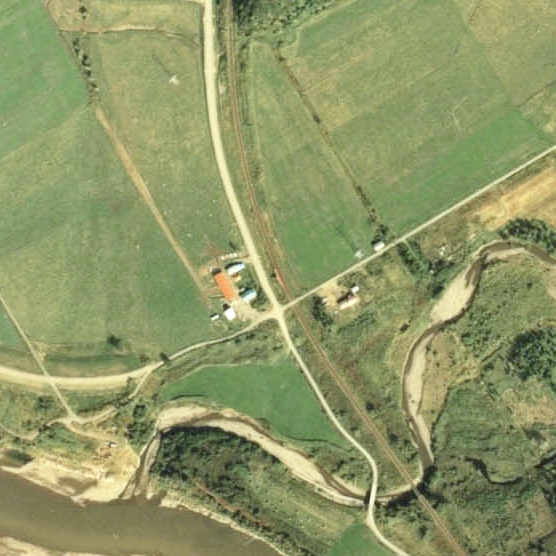
1977年の下中川駅の状況。周囲約500m範囲。上が稚内方面。ホーム上左に待合室。名寄側に踏切があり、右手500m程先に「さけますセンター」がある。

下中川駅（しもなかがわえき）は、北海道（上川支庁）中川郡中川町字中川にあった北海道旅客鉄道（JR北海道）宗谷本線の駅（廃駅）である。電報略号はモカ。事務管理コードは▲121835。

## 歴史
廃止直前、当駅には普通列車が朝夕の2往復しか停車しなかった。
- 1955年（昭和30年）12月2日：日本国有鉄道宗谷本線の天塩中川駅 - 歌内駅間に下中川仮乗降場（局設定）として新設開業[2]。
  - 『中川町史』では開業日について同年11月1日としている[3]。

- 1959年（昭和34年）11月1日：駅に昇格し下中川駅となる[2][3]。
- 1987年（昭和62年）4月1日：国鉄分割民営化によりJR北海道に継承[2]。
- 時期不詳 - 待合所改築。
- 2001年（平成13年）7月1日：利用者僅少に伴い廃止となる[2][4]。

### 駅名の由来
天塩中川駅より天塩川の下流に位置するため。

## 駅構造
廃止時点で、単式ホーム1面1線を有する地上駅であり、分岐器を持たない棒線駅となっていた。ホームは線路の西側（稚内方面に向かって左手側）に存在し、板張りで有効長は短く、旭川方（南側）にスロープを有し駅施設外に連絡していた。
仮乗降場に出自を持つ無人駅となっており、駅舎は無いがホーム中央部分に待合所を有していた。待合所は1981年（昭和56年）および1983年（昭和58年）出版の書籍掲載の写真では三角屋根の木造下見板張りの建物であったが、1993年（平成5年）出版の書籍では同じく木造ながら片流れ屋根で白い壁の待合室となっている。
廃駅後はすべての施設が撤去され、現在は跡形もなくなっている。

## 利用状況
1975年（昭和50年）に発行された『中川町史』では「主に学生が利用」とされている。
乗車人員の推移は以下の通り。出典が「乗降人員」となっているものについては1/2とした値を括弧書きで1日平均乗車人員の欄に示し、備考欄で元の値を示す。
| 年度               | 乗車人員（人） | 乗車人員（人） | 出典   | 備考           |
| 年度               | 年間           | 1日平均        | 出典   | 備考           |
| ------------------ | -------------- | -------------- | ------ | -------------- |
| 1977年（昭和52年） |                | 1              | [ 11 ] |                |
| 1992年（平成04年） |                | (0.0)          | [ 8 ]  | 1日乗降客数0人 |
| 2004年（平成16年） |                | (0.5)          | [ 12 ] | 1日乗降客数1人 |

## 駅周辺
周辺は樹林と牧草地が広がっていた。
- 北海道道541号問寒別佐久停車場線 - 線路に並行していた。
- 水産研究・教育機構天塩さけます事業所中川事務所
- 天塩川[13]
- パンケ山 - 駅の東北東。標高632m[13]。

## 隣の駅
北海道旅客鉄道
■宗谷本線
天塩中川駅 (W64) - *下中川駅 - *歌内駅 (W65) - 問寒別駅 (W66)
*打消線は廃駅